# نفر إر كارع
نفر إر كارع الفرعون الثالث لمصر القديمة خلال الأسرة الخامسة. اسم تتويجه، نفر إر كارع، يعني «الجمال هو روح رع».